# 小島てるみ
小島 てるみ（おじま てるみ、1968年 - ）は、日本の作家。専修大学文学部英米文学科卒業。宮城県出身。
2008年に、『最後のプルチネッラ』、『ヘルマフロディテの体温』の2冊同時出版でデビューする。どちらもナポリが舞台となっている。

## 受賞歴
- 2007年 - 第1回ランダムハウス講談社新人賞優秀賞（『ヘルマフロディテの体温』）
- 2008年 - 第8回センス・オブ・ジェンダー賞大賞（『ヘルマフロディテの体温』）[3]

## 作品リスト
- 最後のプルチネッラ（2008年4月 富士見書房 Style-F）
- ヘルマフロディテの体温（2008年4月 武田ランダムハウスジャパン）
- ディオニュソスの蛹（2014年2月 東京創元社）